# Macrotomini
Los macrotominos (Macrotomini) son una  tribu de coleópteros crisomeloideos de la familia Cerambycidae.

## Géneros
Tiene los siguientes géneros:
- Anomophysis - Armiger - Bandar - Macrotoma - Mallodon - Paroplites - Pingblax - Prinobius - Remphan - Rhaesus - Rhaphipodus - Strongylaspis - Tagalog - Xixuthrus[1]